# Western Suite
Albums de Jimmy Giuffre
Trav'lin' Light
(1958) 7 Pieces
(1959)
Western Suite est un album du saxophoniste et clarinettiste de jazz Jimmy Giuffre sorti en 1958 chez Atlantic Records. C'est le deuxième album, après Trav'lin' Light, enregistré dans le cadre du trio sans section rythmique formé avec Bob Brookmeyer et Jim Hall.
Après un an de tournée, sentant que le trio allait se séparer, Giuffre eut envie d'enregistrer avec son trio. Il a composé Western Suite, suite en quatre mouvements mettant en valeur les qualités du trio.
Thom Jurek qualifie le jeu de Jim Hall comme « sombre, funky, ambigu, sonnant à la fois comme une batterie et des voix – particulièrement dans le 4e mouvement. » Brookmeyer donne la cadence, permettant à Giuffre et Hall de dialoguer avec lui.

## Titres
| No | Titre                               | Musique                   | Durée |
| -- | ----------------------------------- | ------------------------- | ----- |
| 1. | Western Suite: Pony Express         | Jimmy Giuffre             | 5:56  |
| 2. | Western Suite: Apaches              | Jimmy Giuffre             | 4:18  |
| 3. | Western Suite: Saturday Night Dance | Jimmy Giuffre             | 2:56  |
| 4. | Western Suite: Big Pow Wow          | Jimmy Giuffre             | 4:28  |
| 5. | Topsy                               | Edgar Battle/Eddie Durham | 11:28 |
| 6. | Blue Monk                           | Thelonious Monk           | 8:16  |

## Musiciens
- Jimmy Giuffre : clarinette, saxophone ténor, saxophone baryton
- Bob Brookmeyer : trombone
- Jim Hall : guitare